# Согдіан
Согдіан — перський цар і давньоєгипетський фараон з династії Ахеменідів.

## Життєпис
Імовірно, був сином Артаксеркса I від однієї з наложниць, вавилонянки Алогуни. Після убивства Ксеркса II 424 року до н. е. захопив владу, але не мав серйозної підтримки. За повідомленнями Ктесія, він убив і другого свого брата Багапаса, що спричинило вибух обурення у війську.
З впливових осіб його підтримували тільки євнух Фарнак і двоюрідний брат узурпатора, син вавилонського сатрапа Менастан. Согдіан марно намагався переконати свого кровного брата сатрапа Гірканії Оха прибути до Суз та прийняти царську владу. Але Ох, підозрюючи, що його там уб'ють, не поспішав до Суз. Тим часом начальник кінноти Арбар, сатрап Єгипту Арксам і могутній євнух Артоксар перейшли на бік Оха. Согдіан, який правив лише 6 місяців і 15 днів, на початку 423 року до н. е. здався, сподіваючись на милосердя нового правителя, але був страчений.